# جيرمياه ماسي
جيرمياه ماسي (بالإنجليزية: Jeremiah Massey)‏ مواليد 22 يوليو 1982 في ديترويت، هو لاعب كرة سلة أمريكي. بدأ مسيرته الاحترافية في سنة 2005. يلعب مع فريق ليبرتاد دي سونتشاليس في دوري كرة السلة الوطني الأرجنتيني. يحمل الرقم 7. يبلغ طوله 6 قدم 7.5 بوصة (2.0 م).

## المسيرة الاحترافية
لعب مع نادي أريس لكرة السلة من سنة 2006 إلى 2008، ثم لعب مع ريال مدريد لكرة السلة في الدوري الإسباني من سنة 2008 إلى 2010، ثم لعب مع أوبرادويرو لكرة السلة في سنة 2010، ثم لعب مع لوكوموتيف كوبان في الدوري الروسي من سنة 2010 إلى 2012، ثم لعب مع نادي كراسني كريليا لكرة السلة في سنة 2012، ثم لعب مع بروس باسكتس في الدوري الألماني في موسم 2012–2013.

## إحصائيات المسيرة
| السنة   | الفريق                | لعب | بدأ | دقيقة | ميداني% | ثلاثية | حرة  | ارتداد | صنع | استلاب | تصدي | نقطة | أداء |
| ------- | --------------------- | --- | --- | ----- | ------- | ------ | ---- | ------ | --- | ------ | ---- | ---- | ---- |
| 2006–07 | نادي أريس لكرة السلة  | 20  | 15  | 30.1  | .470    | .214   | .795 | 7.4    | 1.4 | 1.9    | .8   | 12.3 | 18.3 |
| 2007–08 | نادي أريس لكرة السلة  | 20  | 20  | 32.7  | .530    | .200   | .642 | 8.4    | .9  | 1.5    | 1.2  | 17.0 | 21.0 |
| 2008–09 | ريال مدريد لكرة السلة | 20  | 9   | 21.1  | .541    | .316   | .565 | 4.1    | .6  | .7     | .2   | 8.2  | 8.9  |
| 2012–13 | بروس باسكتس           | 5   | 4   | 18.2  | .314    | .200   | .750 | 2.8    | .6  | 1.2    | 1.0  | 6.2  | 5.8  |
| المسيرة |                       | 65  | 48  | 27.2  | .501    | .231   | .685 | 6.4    | .9  | 1.3    | .8   | 12.0 | 15.3 |

## روابط خارجية
- جيرمياه ماسي على موقع الاتحاد الدولي لكرة السلة (الإنجليزية)
- جيرمياه ماسي على موقع الدوري الأوروبي لكرة السلة (الإنجليزية)
- جيرمياه ماسي على موقع الدوري الإسباني لكرة السلة (الإسبانية)
- جيرمياه ماسي على موقع كرة السلة الأوروبية.كوم (الإنجليزية)
- جيرمياه ماسي على موقع كلية كرة السلة في سبورتس رفرنس.كوم (الإنجليزية)
- جيرمياه ماسي على موقع ريلجم (الإنجليزية)
- جيرمياه ماسي على موقع بروبوليرز (الإنجليزية)
- جيرمياه ماسي على موقع سبورتس رفرنس (الإنجليزية)